# Boomerang (Francia)
Boomerang es un canal de televisión por suscripción francés que transmite programas para niños en Francia y Bélgica. El canal se lanzó el 23 de abril de 2003. El canal es propiedad de Warner Bros. Discovery EMEA.

## Logotipos

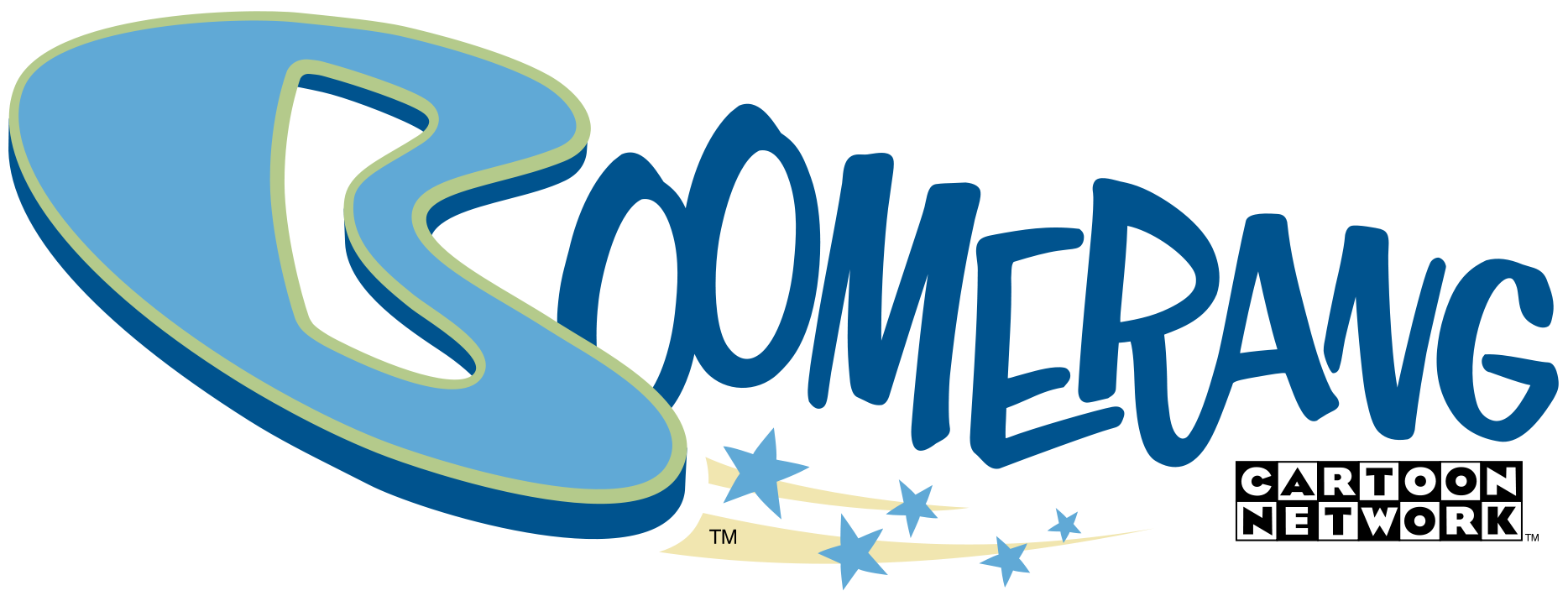
23 de abril de 2003-16 de abril de 2005
16 de abril del 2005 al 3 de enero del 2015
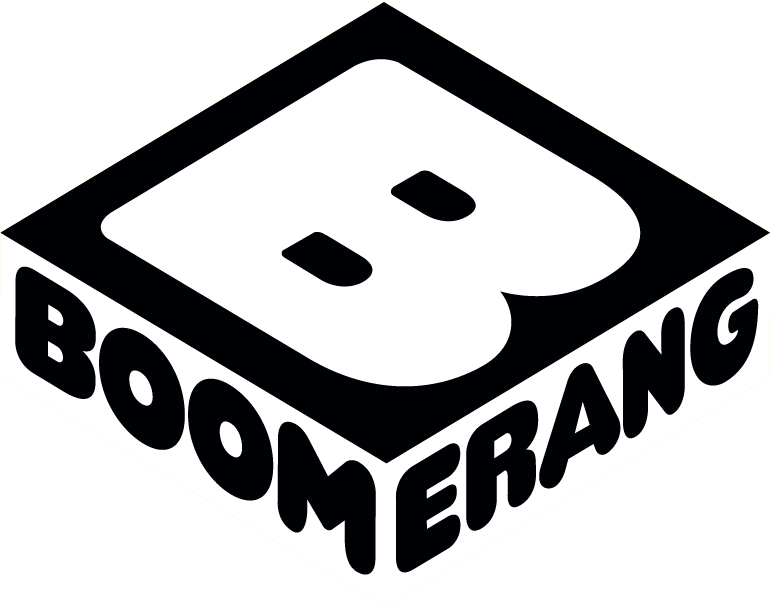
3 de enero del 2015 hasta el presente